# Franco Faccio
Franco Faccio (8. marts 1840 i Verona – 21. juli 1891 i Monza) var en italiensk komponist og dirigent. Han er kendt som dirigent af Verdis værker.
Faccio studerede i Milano. Efter studierne påbegyndte han en karriere som komponist. Han skrev I profughi fiamminghi (Milano 1863) og Amleto (Genova 1865). Den sidstnævnte er en af mange operaer, der bygger på Shakespeares Hamlet. Ingen af de to operaer fik succes hos publikum eller kritikerne. I 1867 blev leder af konservatoriet i Milano og i 1872 blev han indstillet som musikchef for Teatro alla Scala. Faccio dirigerede de første opøfrelser af Verdis Aida (1872) og Othello (1887) i Italien. Han dirigerede også førsteopførelsen af Othello i London.